# Jean Rabutin
Jean Rabutin (teljes nevén: Jean-Louis Rabutin de Bussy, németes névformában Johann Ludwig von Bussy-Rabutin, Lotaringia, 1642. november 16. – Bécs, 1717. november 16.) francia származású arisztokrata, német-római császári hadvezér, a Rákóczi-szabadságharc idején lovassági tábornoki rangban az erdélyi császári haderő parancsnoka, kulcsfontosságú szerepe volt a Rákóczi-szabadságharc leverésében. Több mint négy évig tartotta Erdélyt a kuruc támadásokkal szemben. Kegyetlen és zsarnoki embernek jellemezték.

## Ifjúkora
Lotaringiában született. A Lotaringiai Hercegség a Német-római Birodalom hűbérese volt, de 1635 óta francia megszállás alatt állt. Édesapja, Roger de Rabutin (1618–1693), Bussy grófja, akit gyakran Bussy-Rabutin néven emlegettek, 1665-ben XIV. Lajos akkori hivatalos szeretőjéről, Louise Françoise de la Vallière-ről írt gúnyirata miatt kegyvesztett lett, egy évre a Bastille-ba került, majd birtokára száműzték.
Rabutin tanulékony, szorgalmas fiatalember volt, vívott is, és legfőképpen lovagolni szeretett. Civil foglalkozás helyett a katonai pályát választotta. Elhagyta szülőhazáját, belépett a német-római császári hadseregbe. Miután elvégezte a bécsi katonai akadémiát, lovassági tábornoki rangig vitte, és kinevezték az Erdélyben állomásozó lovasság parancsnokává, ahol 2100-2300 ember tartozott a keze alá. Az Erdélyben álló császári erők parancsnoka ekkor a tapasztalt, török elleni harcokban edződött, idős Johann Friedrich von Veterani gróf, tábornagy (1630–1695) volt, aki azonban 1695-ben elesett a lugosi csatában. A Rabutin tábornok által vezényelt alakulat nem vett részt a török kiűzésében, hanem pihent, és kiképzések sokaságán ment keresztül.

## Magánélete
1681-ben (vagy 1682 elején) megnősült. A 31 éves, frissen megözvegyült Dorothea Elisabeth von Holstein-Sonderburg-Wiesenburg hercegnőt (1645–1725), Philipp Ludwig von Schleswig-Holstein-Sonderburg-Wiesenburg herceg, császári tábornok (1616–1689) legidősebb leányát vette feleségül, akinek első férje, Georg Ludwig von Sinzendorf gróf (1616–1681), császári főkincstárnok 1681-ben halt meg. A házasságból 1682-ben (vagy 1683-ban) egy közös fiuk született, Anton Ignaz Amadeus de Rabutin, Bussy grófja (1682/1683–1727), aki ifjúként apja ezredében lépett katonai szolgálatba, később maga is a császári hadsereg tábornoka lett.

## A Rákóczi-szabadságharc kezdetén
A Rákóczi-szabadságharc kezdetén Rabutin és csapata Medgyes területén tartózkodott. A pihenőt Ilosvay Imre ezredes és  Szűcs János brigadéros támadása zavarta meg. Kettőjük együttes hadereje, 2000 gyalogos (legtöbbjük átlagos felkelő) és 4000 könnyű lovas katona rontott Erdély területére, amely Rabutin irányítása alatt állt. 1703. november 10-én a bonchidai csatában vereséget mértek rá a kurucok, de nem volt hajlandó megadni magát, hanem visszavonult Szebenbe, ahol megtépázott egysége hosszú feltöltésen ment keresztül. A kurucok csapatai mélyen benyomultak Erdélybe, de a következő évben fordulat következett be. Rabutin (aki ekkor már 2500 jól felfegyverzett és jól képzett dragonyossal és vértes lovassal rendelkezett) 1704. január 28-án a holdvilági csatában, majd 1704. január 30-án a Feketehalom mellett lezajlott csatában súlyos vereséget mért a kuruc csapatokra. Ilosvay és Szűcs veszteségei annyira súlyosak voltak, hogy kénytelenek voltak visszavonulni.

## 1705–1706
1705 közepén Rabutin Szeben várában tartózkodott. Mivel Erdélyben a legtöbb falu és város már a kurucok kezén volt, ezért Rabutin 2200 gyalogossal (közöttük szerb határőrökkel) és 72 ágyúval erősítette meg Szeben várát (amely a szabadságharcban végig a császáriak kezén maradt). Erősítést is kapott, így lovasainak száma kereken 3500-ra nőtt. Rabutin 1705. február 2-án vereséget mért Pekri Lőrinc kuruc generálisra, aki súlyos veszteségei miatt kénytelen volt visszavonulni. Következő diadalát 1705. november 11-én aratta Pongrácz Gáspár fölött, Zsibónál. 1706 augusztusában elfoglalta a kurucok által felégetett Szolnokot, és újra megerősítette azt. Az év őszén támadást indított a Radics András által védett Kassa ellen. Támadása azonban kudarcba fulladt, Rabutin feladta a város ostromát, de veszteségeit pótolni tudta.

## „Rabutin járása”

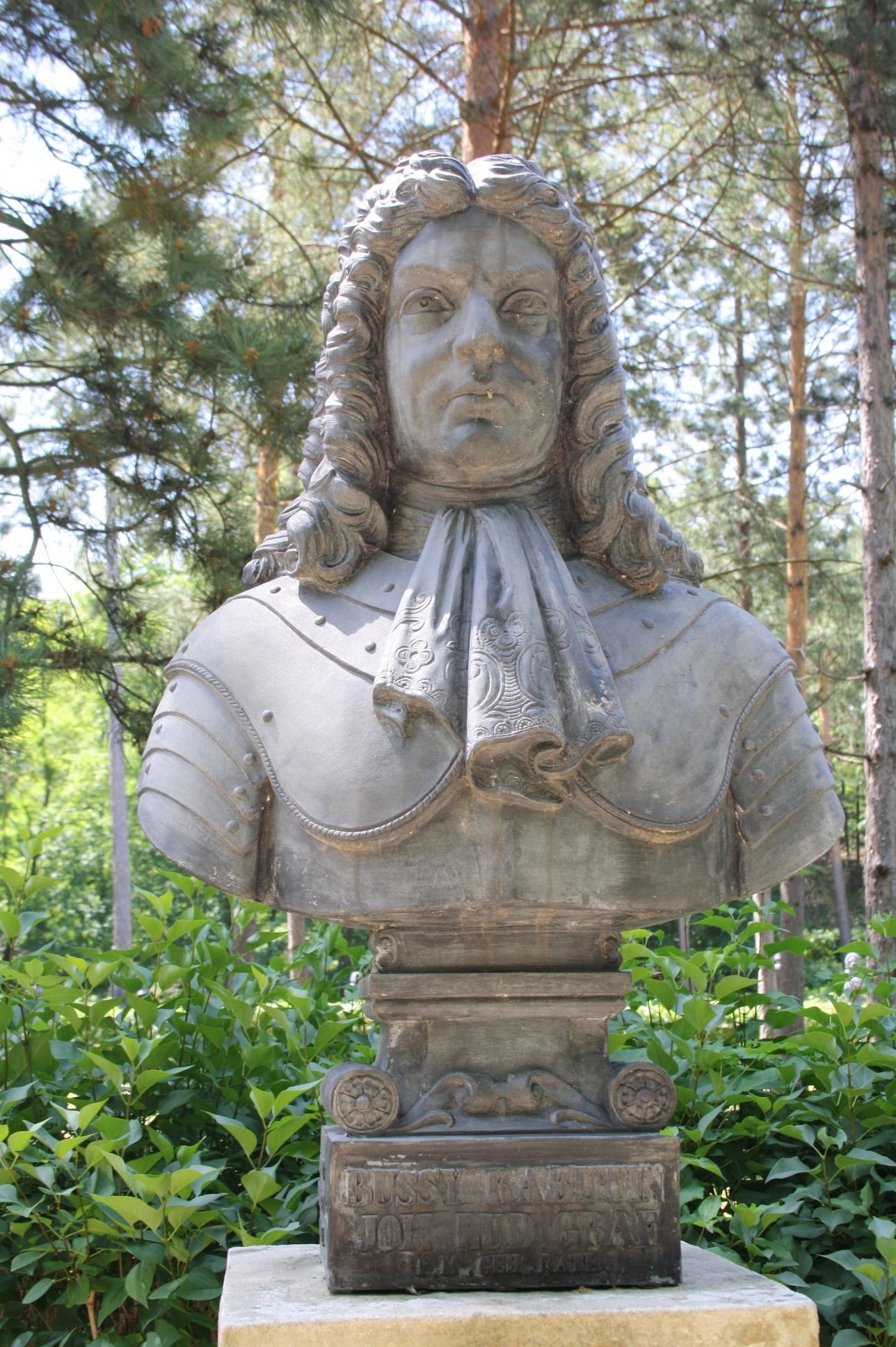
Rabutin mellszobra az alsó-ausztriai Heldenberg emlékhelyen

1705 végén és 1706-ban Rabutin egysége bosszúhadjáratot folytatott. Miután visszafoglalták a kurucoktól az erdélyi településeket, azonnal felgyújtották őket, vagy az utolsó szálig halomra gyilkolták a magyar lakosokat. Ezek után amikor 1706-ban Rabutin feladta Kassa ostromát, az év novemberében (bosszúból) teljesen kirabolta és porig rombolta Tiszafüredet, Karcagon halomra gyilkoltatta a magyar lakosokat, majd Debrecenbe fészkelte be magát. E tragikus eseménysorozatot nevezték el „Rabutin járásának”.

## 1707-től haláláig
1707 januárjának elején ismét Szolnokra vonult. Kiadta a parancsot, hogy a várat gyújtsák fel, semmi se maradjon belőle. Ezek után Erdélyben az enyhébb szívű Jacob Cusani váltotta fel Hercules Montecuccoli egységével együtt. Rabutin végül Budára menetelt egységével, így hagyta el Erdélyt, amelyet négy éven át tartott megszállva. Sok települését vagy kifosztotta vagy lakosságát teljesen legyilkoltatta. 1707-ben visszaszerezte Erdély teljes területét. Utolsó csatáit Romhánynál 1710. január 22-én és Érsekújvárnál vívta fényes győzelmekkel. 1717-ben halt meg Bécsben.